# Gina-Lisa Lohfink
Gina-Lisa Lohfink (née le 23 septembre 1986 à Seligenstadt) est un mannequin allemand. Elle se fait connaître en 2008 grâce à sa participation à la troisième saison de Germany's Next Topmodel. Depuis lors, Lohfink a participé à diverses émissions de télé-réalité. De temps en temps, Lohfink apparaît également en tant que présentatrice, actrice et chanteuse. À l'été 2016, elle révèle à la presse après avoir déposé une plainte pénale pour viol. Elle est condamnée pour diffamation en première instance à une amende de 20 000 euros et en appel à la même peine.

## Carrière
Les parents de Lohfink se séparent quand elle a deux ans. À douze ans, elle déménage chez sa grand-mère. Après ses études à la Einhardschule Seligenstadt, elle suit une formation d'assistante médicale et travaille pendant ses études dans une salle de sport et dans une maison pour handicapés. Elle remporte plusieurs concours de beauté régionaux, notamment Miss Francfort 2005 et Miss Darmstadt 2006. Au Miss Hawaiian Tropic International 2007, elle devient « Miss Supermodel ». En 2008, elle est candidate de la troisième saison du casting de Germany's Next Topmodel. Malgré sa 12e place, elle a une popularité de personnalité de télé-réalité.
Les années suivantes, on la voit comme experte en voyages dans sa propre rubrique City Check  dans l'émission taff puis dans Gina-Lisas Welt, une web-série de vidéos de cinq minutes sur MyVideo. Elle fait une apparition dans Gülcan und Collien ziehen aufs Land. Elle a un premier rôle de comédienne dans le téléfilm Putzfrau Undercover. En 2008, elle tourne dans des publicités pour M&M's puis pour Sixt avec Johannes Heesters. Après avoir perdu beaucoup de poids, elle subit une augmentation mammaire.
En 2008, elle commente pour Bild la quatrième saison de Germany's Next Topmodel. Elle fonde sa marque de mode Ginalisa Eyewear, qui sort d'abord des lunettes de soleil. Elle fait une figuration dans la série télévisée Marienhof en juillet 2009. En septembre 2009, elle lance un jeu vidéo Gina Lisa Powershopping sur Nintendo DS. En octobre 2009, une émission spéciale We are Family! So lebt Deutschland avec deux épisodes diffusés, Gina Lisa's Best Buddy, où elle cherche un ami pour la vie, est diffusée sur ProSieben.
En février 2010, elle est présente aux côtés de Pamela Anderson au défilé de la jeune créatrice Richie Rich à la New York Fashion Week. Dans le numéro d'août du Playboy allemand, il y a une série de photos avec Lohfink prise par le photographe Marco Glaviano sur une plage de Sicile. Le 30 juillet 2010, le premier single de Lohfink, Alles Klar, sort en téléchargement. La chanson est présentée pour la première fois à Hanovre fin août 2010 lors du spectacle musical The Dome. En 2011, elle est le visage commercial du jeu vidéo War2Glory. Le 20 avril 2011, on la voit au vieil opéra de Francfort en tant que figurante dans la comédie musicale Grease. Dans le premier court métrage de Willi Herren, Blauer sucht Frau, elle joue le rôle de "Sarah Dingens".
En juin 2011, elle apparaît dans le clip de El Tiburón de Loona. Le 15 août 2011, elle est invitée à la Big Brother House pendant une nuit, puis participe à l'émission de télé-réalité Die Alm sur ProSieben.
En décembre 2011, Lohfink annoncé son adoption par Frédéric Prinz von Anhalt pour acquérir un titre de noblesse et faire progresser une carrière cinématographique en Amérique. Elle prend part avec Mario-Max Prinz von Schaumburg-Lippe, Alexander Prinz von Anhalt et Ferdinand Prinz von Anhalt à Das perfekte Dinner spéciale noblesse. En raison de différends entre Gina-Lisa Lohfink et Frédéric von Anhalt, ce projet est abandonné en avril 2012.
En février 2012, elle pose pour Penthouse et est au bal de l'opéra de Vienne par Richard Lugner comme Roger Moore et Brigitte Nielsen. Elle est présente à la 16e édition du Venus Berlin comme ambassadrice du Sécurisexe et est honorée avec Micaela Schäfer. Gina-Lisa Lohfink apparaît en compagnie de Jordan Carver, Micaela Schäfer et Sandra Lang dans les spots télévisés de Redcoon, vendeur en ligne. La publicité est réprimandée en 2013 par l'agence de publicité allemande car elle donne l'impression que les femmes sont bon marché et facilement disponibles.
En 2015, Lohfink est candidate de Promi Big Brother. Mais les votants au téléphone préfèrent que Julia Jasmin Rühle entre dans l'émission.
En 2016, elle travaille avec Florian Wess sur un projet autour des années 1990. Le 10 juin sort une reprise de Barbie Girl. Dans le cadre de la Biennale de Wiesbaden, Lohfink est engagée par l'artiste conceptuel Dries Verhoeven pour son projet Beerdigung der Privatsphäre à la fin du mois d'août 2016.
En janvier 2017, elle prend part à la 11e saison de Ich bin ein Star – Holt mich hier raus!. Dans le même temps, sortent deux projets avec Florian Wess Tarzan & Jane et l'album We Love The 90's. En avril 2017, Lohfink et Wess annoncent la fin de leur collaboration.
En octobre 2018, elle est annoncée comme candidate de l'émission de télé-réalité Adam sucht Eva – Gestrandet im Paradies.

## Vie privée
En 2008, une relation entre Lohfink et Yüksel D. depuis plus de deux ans se termine. En 2009, elle a une liaison pendant six mois avec Marc Terenzi. D'août 2010 à juin 2011, elle a une liaison avec le footballeur Arthur Boka. De juillet 2011 à avril 2012, Lohfink et la chanteuse Loona déclarent qu'elles entretiennent une relation. En juillet 2013, la chanteuse annonce qu’il s’agit d'un coup publicitaire. En 2012, elle a une relation avec la star de télé-réalité David Ortega. En novembre 2016, sa relation avec le footballeur turc Emir Kücükakgül est rendue publique. À l'époque, elle fréquente l'homme depuis un an et demi, déclare Lohfink. En septembre 2017, le couple se sépare après trois ans de vie commune.

## Justice
En 2008, un porno amateur avec Gina-Lisa Lohfink et Yüksel D. est téléchargé à plus de dix millions d'exemplaires. Lohfink affirme avoir été en désaccord avec la publication. À l'été 2012, une vidéo montre Lohfink avoir des relations sexuelles avec deux hommes. C'est en tout une douzaine de vidéos qui sont diffusées.
L'avocate Burkhard Benecken explique que c'est seulement après avoir vu la vidéo que Lohfink finit par croire qu'il s'agit d'un délit sexuel. Cela expliquerait les messages d'amour adressés à Pardis F. échangés après. Elle porte plainte contre les deux hommes, alléguant qu'elle fut droguée et violée. Les hommes sont sanctionnés pour la distribution illégale des enregistrements vidéo. L'accusation de viol et d'agression sexuelle est abandonnée par le procureur devant le tribunal de district de Tiergarten. Un rapport toxicologique ne montré aucune preuve sur la base du matériel vidéo obtenu et des déclarations de Lohfink.
Lohfink reçoit, pour diffamation envers les deux hommes selon l'article 164 du codé pénal allemand, une amende de 600 euros par jour pendant 40 jours. L'avocat de Lohfink annonce un appel. Le 22 août 2016, elle est condamnée par le tribunal de grande instance de Tiergarten à une amende de 80 taux journaliers pour 250 euros (20 000 euros) pour diffamation. Dans la procédure d'appel du 10 février 2017, le montant des tarifs journaliers est reconnu comme défectueux et doit donc être redéfini, mais la condamnation antérieure de Lohfink pour diffamation est confirmée.
L'affaire suscite une controverse médiatique. Pour certains, Lohfink est considérée comme « le symbole d'une réforme du droit pénal sur la sexualité tant attendue », tandis que d'autres se réfèrent à l'appropriation par la politique et les représentantes féministes. Le juge est critique de Lohfink: « Vous avez publiquement agi en tant que défenseur des droits des femmes. Mais vous avez rendu un mauvais service à toutes les vraies victimes de viol. »
Le journaliste et juriste Christian Bommarius critique la précipitation de personnalités politiques comme la ministre fédérale de la Famille, Manuela Schwesig. Les critiques de Schwesig et des manifestations devant la salle d'audience poussent le président de l'Association des juges allemands à appeler à la conduite de tels débats « avec moins d'émotion et plus d'expertise ».

## Discographie
Album
- 2017 : We Love The 90's – Gina-Lisa & Florian Wess

Singles
- 2010 : Alles Klar
- 2016 : Barbie Girl – Gina-Lisa & Florian Wess
- 2017 : Tarzan & Jane – Gina-Lisa & Florian Wess

## Filmographie

### Téléfilms
- 2008 : Putzfrau Undercover
- 2009 : The Vampires Club
- 2013 : Plastic – Schönheit hat ihren Preis

### Émissions de télévision
- 2008 : Germany's Next Topmodel (3e saison)
- 2008 : Gina-Lisas Welt
- 2008 : TV total
- 2008 : TV total Turmspringen
- 2008–2010 : taff
- 2009: Die große Show der Naturwunder
- 2009: Die Oliver Pocher Show
- 2009: We are Family! So lebt Deutschland
- 2010: Das Tier in mir
- 2010: The Dome
- 2011: Der große deutsche IQ-Test 2011 by RTL II[11]
- 2011: mieten, kaufen, wohnen
- 2011: Das perfekte Promi-Dinner
- 2011: Die Alm – Promischweiß und Edelweiß (2e saison)
- 2013: Clash! Boom! Bang!
- 2015: X-Diaries
- 2015: Promi Big Brother
- 2016: Applaus und Raus !
- 2017: Ich bin ein Star – Holt mich hier raus! (11e saison)
- 2017: Das perfekte Promi-Dinner
- 2016–2017: Die große ProSieben Völkerball Meisterschaft
- 2018 : Adam sucht Eva – Gestrandet im Paradies (2e saison)

## Source de la traduction
- (de) Cet article est partiellement ou en totalité issu de l’article de Wikipédia en allemand intitulé « Gina-Lisa Lohfink » (voir la liste des auteurs).